# Бичурина, Анна Александровна
Анна Александровна Бичурина (1853—1888) — русская оперная певица (контральто).

## Биография
Родилась в 1853 году (в ряде источников в 1854) в Тифлисе.
Воспитывалась в закавказском девичьем институте, где была регентом хора, обучалась пению в Тифлисской школе Кавказского музыкального общества, а затем в Петербургской консерватории под руководством Генриетты Ниссен-Саламан, а позднее у профессора Джованни Корси. С 1871 года начала выступления в концертах.
Театральный дебют Бичуриной состоялся 8 декабря 1875 года в Санкт-Петербурге на сцене Мариинского театра в опере «Жизнь за царя»  М. Глинки в роли Вани (впоследствии сделавшейся коронною ролью её репертуара).
В конце XIX — начале XX века на страницах «Энциклопедического словаря Брокгауза и Ефрона» утверждалось, что Анна Бучурина

«обладала не только замечательным голосом, но и крупным сценическим талантом. Репертуар её был очень обширный. Особенную известность приобрела замечательным исполнением русских бытовых и комических ролей, как напр. „Жизнь за Царя“ (Ваня), „Руслан и Людмила“ (Ратмир), „Русалка“ (княгиня), „Юдифь“ (Авра), „Рогнеда“ (Изяслав), „Вражья сила“ (Спиридоновна), „Кузнец Вакула“ (Солоха), „Майская ночь“ (свояченица) „Купец Калашников“ (Соломонида), „Маккавеи“ (Лия), „Нижегородцы“ (Ксения), „Евгений Онегин“ (няня), „Борис Годунов“ (Федор и корчмарка), „Снегурочка“ (Лель), „Тень воеводы“ (Жандицкая), „Тарас Бульба“ (Горпина) и, наконец, „Корделия“ (Уберта). Уберту Б. пела в последний раз (перед оставлением сцены) в 1885 г. Из опер иностранного репертуара Б. с успехом пела в „Фаусте“ (Зибель и Марта), „Фра-Диаволо“ (Памела), „Виндзорские кумушки“ (паж), „Лоэнгрин“ (Ортруда), „Пророк“ (Фидес), „Риголетто“ (Мадалена).»

Сверх того, согласно словарю Половцева, Анна Бичурина была наделена от природы горячим южным темпераментом; благодаря этому и вокальная, и драматическая сторона исполнения роли у Бичуриной стояли на одинаковой высоте, сливаясь в полную гармонию и оставляя впечатление артистической законченности. О вокальных данных Бичуриной высоко отзывались П. Чайковский, Н. Римский-Корсаков, Ц.Кюи.
Пела под управлением Э. Направника, партнёрами выступали Б. Корсов, М. Корякин, А. Меньшикова, О. Палечек, В. Рааб, Э. Павловская, Ф. Стравинский.
Гастролировала по России и за рубежом, в концертном репертуаре исполнялись сольные партии 9-й симфонии и «Торжественной мессы» Бетховена, грузинские песни в обработке М. Ипполитова-Иванова.
А. Бородин посвятил ей свой романс «Спесь», а А. Рубинштейн  — «Князь Ростислав на земле чужой».
В ноябре 1886 года Анна Бичурина сошла с театральной сцены, простившись с публикой в роли Уберты.
Скоропостижно скончалась 5 (17) февраля 1888 года в возрасте 36 лет и была похоронена в Санкт-Петербурге на Новодевичьем кладбище.